# Kristinn Pálsson
Kristinn Pálsson (Reykjanesbær, 17 dicembre 1997) è un cestista islandese.

## Palmarès
- Supercoppa d'Islanda: 1

Valur: 2023